# Élections constituantes de 1946 dans l'Indre
Les élections constituantes françaises de 1946 se tiennent le 2 juin. Ce sont les deuxièmes élections constituantes, après le rejet du projet de Constitution française du 19 avril 1946 lors du référendum du 5 mai.

## Mode de scrutin
L'assemblée constituante est composée de 586 sièges pourvus au scrutin proportionnel plurinominal suivant la règle de la plus forte moyenne dans chaque département, sans panachage ni vote préférentiel.
Dans le département de l'Indre, quatre députés sont à élire.

## Élus
| Député sortant   | Parti | Parti   | Député élu ou réélu | Parti | Parti   |
| ---------------- | ----- | ------- | ------------------- | ----- | ------- |
| Marcel Peyrat    |       | PCF     | Marcel Peyrat       |       | PCF     |
| André Parpais    |       | SFIO    | André Parpais       |       | SFIO    |
| Louis Chevallier |       | MRP     | Louis Chevallier    |       | MRP     |
| Édouard Ramonet  |       | Rad-soc | Édouard Ramonet     |       | Rad-soc |

## Résultats

### Résultats à l'échelle du département
| Parti    | Parti    | Tête de liste    | Résultats | Résultats | Sièges |  |
| Parti    | Parti    | Tête de liste    | Voix      | %         |        |  |
| -------- | -------- | ---------------- | --------- | --------- | ------ |  |
|          | PCF      | Marcel Peyrat    | 38 239    | 29,36     | 1      |  |
|          | RGR      | Édouard Ramonet  | 33 914    | 26,04     | 1      |  |
|          | MRP      | Louis Chevallier | 32 438    | 24,91     | 1      |  |
|          | SFIO     | André Parpais    | 25 626    | 19,68     | 1      |  |
|          |          |                  |           |           |        |  |
| Inscrits | Inscrits | Inscrits         | 167 954   | 100,00    | 4      |  |
| Votants  | Votants  | Votants          | 132 678   | 79,00     |        |  |
| Exprimés | Exprimés | Exprimés         | 130 233   | 98,16     |        |  |